# Ponce Inlet
Ponce Inlet é uma vila localizada no estado americano da Flórida, no condado de Volusia. Foi incorporada em 1963.

## Geografia
De acordo com o United States Census Bureau, a vila tem uma área de 38,3 km², onde 11,7 km² estão cobertos por terra e 26,6 km² por água.

### Localidades na vizinhança
O diagrama seguinte representa as localidades num raio de 16 km ao redor de Ponce Inlet.

## Demografia
Segundo o censo nacional de 2010, a sua população é de 3 032 habitantes e sua densidade populacional é de 259 hab/km². Possui 2 916 residências, que resulta em uma densidade de 249,1 residências/km².